# Apple A4
Apple A4 — процесор, дизайн якого розроблено корпорацією Apple з серії Apple Ax, випускається Samsung.

## Технічні характеристики
Анонсована 27 січня 2010 модель мікропроцесора працює на частоті 1 ГГц, має максимальну споживану потужність 500—800 мВт (приблизна оцінка на основі функціональних тестів), кеш L2 об'ємом 512 Кбайт, основне ядро з модифікованою архітектурою ARM Cortex A8 та інтегроване графічне ядро. Виробляється за 45-нанометровим технологічним процесом. Кристал мікропроцесора розташований разом з двома кристалами оперативної пам'яті SDRAM в одному корпусі, виконаному за технологією Package on Package.

## Використання
Пристрої, що використовують процесор Apple A4:
- iPad (1-го покоління) — з квітня 2010 по березень 2011
- iPhone 4 — з червня 2010 по вересень 2013
- iPod touch (4-го покоління) — з вересня 2010 по травень 2013
- Apple TV (2-го покоління) — з вересня 2010 по березень 2012